# Sant Ramon de Coma-ruga
Sant Ramon de Coma-ruga és una església del Vendrell protegida com a bé cultural d'interès local.

## Descripció
Situada al xamfrà del carrer de l'església, té un petit jardí a l'entrada. S'hi accedeix mitjançant una escalinata. La façana presenta una gran arc de mig punt cec, on hi ha la porta d'accés, la qual és rematada per un fris d'arc de mig punt cecs i una gran rosassa amb decoració geomètrica. A cada costat hi ha una finestra quadrangular amb reixa de ferro, damunt la qual es troba una altra rosassa. To el conjunt de la façana sobresurt un xic respecte a la resta de l'edifici. A la banda dreta es troba el campanar, sostingut per contraforts rematats per cartel·les. És una torre de secció vuitavada, de quatre balcons amb barana de ferro i arc de mig punt que contenen la campana. Una cornisa i una volta són el seu remat.
Al seu interior hi ha un mosaic del segle xx, realitzat per Santiago Padrós l'any 1962

## Història
L'església és l'edificació recent. Fou inaugurada l'any 1957 i construïda pel patrici Andreu Trillas i Bragulat.